# ليلى أحكيم
ليلى أحكيم هي سياسية ونائبة برلمانية مغربية وُلدت في مدينة الناظور في المغرب، وتشغل في الوقت الحالي منصب رئيسة نقابة الصيادلة في جهة الناظور والمنسقة الإقليمية لحزب الحركة الشعبية في جهة الناظور.

## مسيرتها المهنية
أنتخبت ليلى أحكيم كعضو في البرلمان المغربي في الانتخابات التشريعية المغربية لعام 2016 وحتى عام 2021 عن الدائرة الانتخابية الوطنية الجزء الأول المخصص للنساء كممثلة لحزب الحركة الشعبية، وضمن الكتلة البرلمانية لنفس الحزب، وكانت عضو في مجموعة العمل الموضوعاتية المسؤولة عن تقييم السياسات العامة المتعلقة بالتعليم قبل المدرسي بمجلس النواب المغربي. أصبحت ليلى أحكيم بعد ذلك عضو في المجلس البلدي لمدينة الناظور ومسؤولة عن قسم الشؤون الثقافية والاجتماعية ببلدية الناظور. انتخبت ليلى أحكيم في عام 2022 كمنسقة إقليمية لحزب الحركة الشعبية في منطقة الناظور، ثُم انتُخبت في نفس العام كنائبة لرئيس لجنة انتداب المؤتمرين خلال المؤتمر الوطني الرابع عشر لحزب الحركة الشعبية، قبل أن يتم استبعادها من المكتب السياسي للحزب في عام 2023.

## التكريمات والجوائز
حظيت ليلى أحكيم بالتكريم من جمعية الريف التنموية خلال اجتماع الجمعية الذي أقيم في 27 فبراير 2023 في ،قاعة الأخوين بجماعة دار الكبداني بإقليم الدريوش.